# Pimelodella montana
Pimelodella montana är en fiskart som beskrevs av Allen 1942. Pimelodella montana ingår i släktet Pimelodella och familjen Heptapteridae. Inga underarter finns listade i Catalogue of Life.